# 심일
심일(沈鎰, 1923년 6월 5일 ~ 1951년 1월 26일)은 대한민국의 육군 장교로 한국 전쟁 초기 대전차포 소대를 이끌고 적 자주포를 격파하여 조선인민군의 남진을 지연시켰다.

## 생애
함경남도 단천군 출생으로 서울대학교 사범대학 교육학과를 수료하고 육군사관학교 8기로 입교, 1949년 5월 육군 소위로 임관되어 춘천에 배치되었다.
1950년 6월 25일 한국 전쟁이 발발하자 춘천 및 홍천 전투에서 당시 제6사단 7연대 대전차포대 2소대장으로 남하하는 조선인민군의 SU-76 자주포가 아군의 대전차포를 맞고도 포탄을 쏘아대며 계속 전진해오자 5명의 특공대를 편성해 수류탄과 화염병을 들고 적의 포탑 위로 돌진하는 육탄공격을 감행한 끝에 조선인민군의 자주포 3대를 격파하는 전공을 거두었다.
이러한 전공 사실은 순식간에 전군에 전파되어 조선인민군의 전차 및 자주포에 대한 공포심을 떨쳐버릴 수 있게 되었으며 모든 전선에서 육탄공격으로 적의 전차를 파괴하는 계기가 되었으며 아울러 그의 영웅적인 행동은 개전 초기 조선인민군의 남진을 지연시켜 대한민국 국군이 한강 방어선을 구축하고 국제연합군이 참전할 수 있는 시간을 확보하는 요인이 되었다.
이 공로로 소위에서 중위로 1계급 특진되었으며, 이후도 충청북도 음성군, 경상북도 영천군 등지의 전투에서도 참전했다가 1951년 1월 26일 제7사단 수색중대장으로 임무를 수행하던 도중 강원도 영월군에서 조선인민군의 총에 맞아 전사했다.
사후 1951년 7월 26일 태극무공훈장(훈기번호 제9호)이 수여되었고, 11월 11일 소령으로 추서되었다. 1954년 6월 12일에는 미국 육군의 은성훈장이 추서되었다.
그 뒤 그의 생도 시절 교관이었던 손희선(孫熙善) 육군대학 명예교수 등의 주도로 그가 전사한 곳인 강원도 영월군 북면 마차리에 위령비가 건립되었다.
대한민국 육군은 심일 소령의 군인정신과 유훈을 기리기 위해 2002년 심일상을 제정하였다. 이는 군단 단위 전투부대 중대장 가운데 탁월한 리더십과 지휘통솔력을 발휘한 우수장교에게 주어지는 상이다. 2003년부터 매년 심일 소령이 전사한 1월 26일에 시상하고 있다.

## 공적 논란

### 이대용의 폭로
춘천 및 홍천 전투 당시 제7연대 제1대대 1중대장으로 당시 전투를 목격했던 이대용 전 주월공사는 심일의 전공이 사후 거짓으로 만들어진 것임을 폭로했다. 이대용은 당시 전황 및 사후 조작 경위를 다음과 같이 회고하였다.
심일은 춘천 및 홍천 전투 당시 육탄공격은커녕 조선인민군 전력에 압도당해 적전 퇴각했다. 1950년 6월 25일 아침, 심일은 제7연대 대전차포 중대장 송광보(당시 대위)의 명령에 따라 2소대 소속 57mm 대전차포 2문을 5번 국도 보대이벼루 도선장(지내리 남쪽 1.5km) 부근에 방렬하였다. 그러나 심일은 SU-76 자주포를 앞세우고 남하하는 조선인민군 제2사단 제6연대 병력에 중과부적이라고 판단하여 2탄을 사격한 뒤에 퇴각해버렸다. 이 과정에서 수렁에 빠진 57mm 대전차포 1문을 그대로 버리고 달아난 점이 문제가 되어 심일은 보직 해임되었다. 6월 25일 개전 당일 조선인민군 제2사단이 춘천으로 진입하지 못한 것은 심일의 육탄공격 때문이 아니라, 김성(당시 소령)이 지휘하는 제6사단 제16포병대대의 정확한 곡사포격 때문이었다. 다음 날인 6월 26일 아침에는 제7연대 제1대대가 방어진지에서 나와 옥산포에 기습적인 반격을 가해 조선인민군이 SU-76 자주포 5대를 유기·자폭하고 일시 퇴각하게 만들었다. 심일은 이러한 제6사단의 성공적인 춘천 방어작전 과정에서 별다른 전공을 세우지 못했으며, 이후 한직인 포병 연락장교로 좌천되었다.
심일은 또한 제7사단 수색중대장으로 싸우다 영월에서 전사한 것이 아니었다. 심일은 계속 제6사단 소속으로 남아있었으며, 1950년 10월 초산 및 온정리 전투에서 사단이 중국인민지원군에게 포위되었다 탈출하는 과정에서 낙오되었다. 그 후 동료 장교 1명(안태석), 사병 3명과 함께 묘향산 인근 화전민 움막에 숨어있던 도중 11월 10일경 중국인민지원군에게 발각되어 사살되었다. 이 사실은 당시 함께 있다 중국인민지원군의 포로가 되었던 안태석(당시 중위)이 다시 탈출, 1951년 3월 경에 제7연대로 복귀하여 알려지게 되었다. 당초 전사일자로 알려진 1951년 1월 26일은 제6사단이 후방에서 부대를 재편성하며 1·4 후퇴중 실종된 장병들의 군적을 정리한 날짜였다.
사후 전공 조작은 1951년 제7연대장 직을 맡고 있던 양중호(당시 대령)에 의해 주도되었다. 당시 심일의 4형제 중 2명(심일, 심익)이 전사하고 1명(심민)은 빨치산 토벌작전 참가 후 투병 중이었기 때문에, 유족은 매우 곤궁한 처지였다. 이들의 딱한 처지를 염려한 양중호는, 춘천 및 홍천 전투 당시 연대의 성공적인 방어작전 과정에서 심일과 육탄 5용사가 수류탄, 화염병 돌격으로 적 전차를 격파했다는 일화를 집어넣어 거짓으로 훈장을 상신할 것을 지시했다. 이 훈장 상신서의 전공에 주목한 국방부 정훈국의 이옥섭은 이를 『국방』 지에 특필하였다. 이후 심일은 대대적으로 알려지고 전쟁 영웅화되었다.
특히 손희선은 자신이 교관 시절에 가르친 노몬한 전투 당시 일본군의 대전차 육탄돌격 전술을 심일이 모범적으로 수행한 것에 크게 감명받아 영웅화 작업을 적극 후원하였다. 심일이 중국인민지원군 포위망을 탈출한 후, 원 소속이던 제6사단 제7연대가 아닌 제7사단을 찾아가 수색중대장을 맡았다가 전사했다는 이야기도 손희선이 꾸며낸 이야기이다.
이대용, 양중호, 옥산포 전투 당시 제7연대장 임부택 등 내막을 알던 지휘관들은 진실을 밝힐 경우 유족들이 입을 상처를 염려하여 심일의 양친 사후에 진실을 밝히기로 하였다. 그러나 심일의 모친이 장수(2005년 3월 2일 사망)하면서, 이 사이 양중호(1969년 7월 19일 사망), 임부택(2001년 11월 13일 사망) 등 관계된 지휘관들은 상당수 작고하였다. 이대용은 더 늦기 전에 사실을 바로잡기 위해 단독으로 폭로에 나섰다고 밝혔다.

### 육군군사연구소의 진상 조사
이대용의 폭로 이후 대한민국 육군은 육군사관학교 부설 전사 연구기관인 육군군사연구소에 반박을 지시하였다. 이후 육군군사연구소(소장 한설 준장)는 한 달 반에 걸친 조사를 거쳐 다음과 같은 사실을 밝혀냈다.
- 당시 전투에 관련된 2016년 현재 생존자 13명과 면담 또는 통화한 결과, 이들은 모두 심일의 육탄공격은 없었다고 증언하였다.

- 당시 제7연대 대전차포 중대장 송광보(당시 대위)는 2016년 현재 캐나다에 거주 중인데, 당초에는 심일의 육탄공격이 맞다고 증언하였으나 추가 조사 단계에서 진술을 번복하고 답변을 거부하였다.

- 제6사단 제7연대의 전투기록을 담은 제7연대 약사(略史) 초판본(1955년 간행)에도 심일의 육탄공격은 수록되어 있지 않았다. 이후 영웅화 작업이 진척된 뒤인 개정판(1978년)부터 해당 이야기가 들어갔다.

- 전투상보, 작전일지 등 당대 1차 사료 검토 결과 심일의 육탄공격에 대한 기록은 없었다.

- 그 외 여러 참전용사 회고록[7] 및 북한 측 사료를 검토해도 관련 기록은 없었다.

- 심일과 함께 특공공격을 벌인 것으로 알려진 육탄 5용사 김기삼(2등중사), 박태갑(하사), 홍일영(하사), 조군칠(하사), 심규호(일병) 5명 모두 병적기록부, 상훈, 전사기록 등이 없었다. 이 역시 조작된 가공의 인물로 판단된다.

- 1950~60년대의 주요 사료에는 심일의 전공이 전혀 언급되어 있지 않으며, 영웅화 작업이 본격화된 1970년대 중반 이후에야 등장하기 시작한다.

### 육군본부 인사참모부의 내사 (1981년)
육군군사연구소의 조사과정에서 이미 1981년에 육군본부에서 이 문제를 내사했던 사실도 밝혀졌다. 당시 심일의 태극무공훈장 수여는 잘못된 것이라는 진정서가 접수되었으며, 이에 육군은 당시 육군본부 인사참모차장이었던 박경석 준장을 책임자로 하여 내부 진상조사를 실시하였다.
박경석의 증언에 의하면, 조사 당시 심일 주변 인물과 옥산포 근처에 있던 장병들 수십 명의 증언을 청취한 결과, 모두 허위 날조라는데 동의하였으며 이의를 제기한 사람도 없었다. 이에 박경석은 심일의 공적이 허위라는 결론을 내리고, 당시 육군본부 인사참모부장 김홍한 소장에게 태극무공훈장 삭탈을 건의했다. 그러나 당시는 5공화국 출범 초기로 어수선한 시기였기 때문에, 실제 삭탈 조치로 이어지지는 않았다.

### 국방부 공적확인위원회의 조사
육군군사연구소의 조사 결과 발표 이후, 대한민국 국방부는 산하 전사 연구기관인 군사편찬연구소에 재검토를 지시하였다. 이어 국방부는 2016년 9월 국방부측 전문가 3명, 육군측 전문가 3명, 위원장 추천 1명으로 총 7명의 '고(故) 심일 소령 공적 확인위원회 (위원장 온창일 육군사관학교 명예교수)'를 구성하고 자체 진상조사에 착수하였다.
위원회는 2017년 1월까지 8차의 회의를 거쳐 심일의 공적은 문제될 것이 없으며, 이대용의 폭로가 사실무근이라는 최종 결론을 내렸다. 위원회의 주요 결론과 근거는 다음과 같다.
- 1950년 6월 25일자 제6사단 전투상보에 "전차포중대장은…(중략)…적 전차가 근박함에 공격을 강행해 적 전차 2대를 격파 각좌시켜 수답을 낀 도로를 봉쇄 격퇴시켰다"는 구절이 있다. 격파 주체가 명시되어있지는 않지만 정황상 심일의 전공으로 추정된다.

- 제6사단에 파견되어있던 미국 군사 고문관 맥페일이 작성한 '심일의 은성훈장 추천서 (1950년 9월 1일)'와 '태극무공훈장 공적서(1950년 11월)'에는 1950년 6월 26일 춘천 소양교 일원에서 벌어진 전투에서 심일이 대전차포 소대를 지휘해 적 자주포 3대를 격파했다는 내용이 나온다.

- 심일은 최소한 1950년 10월 25일까지 제6사단 소속이었으며, 동년 12월 13일 제7사단으로 전속되었다는 육군 인사기록이 있다. 보직해임 여부는 확인할 수 없으나, 그 가능성은 희박할 것으로 판단한다.

- 단, 심일과 육탄 돌격을 감행한 것으로 알려진 '육탄 5용사'는 사실을 과장·미화한 것으로 판단된다.

### 육군군사연구소의 재반박
육군군사연구소 및 일부 학자들은 공적확인위원회가 핵심 근거로 인용한 은성훈장 추천서가 사료로서의 신뢰성에 문제가 있음을 지적하였다.
- 맥페일 고문관은 당시 전투를 직접 목격하지 못했으며, 전투 후 2개월 이상이 경과한 9월 1일에 전언에 의해서만 추천서를 작성했다. 맥페일 본인의 서명도 기재되어 있지 않다.

- 추천서에 나오는 당시 핵심 참전 인물은 군적(軍籍)에서 발견되지 않으며, 해당 증언을 채록한 인물 명단도 없다.

- 추천서에 나오는 전공이 교차 검증되지 않는다. 1950년 6월 26일 오전 10시에 조선인민군의 자주포가 춘천 소양교에 진입하여 이를 격파했다는 전공이 있는데, 다른 기록 및 증언에는 관련된 전투기록이 전혀 나오지 않는다. 예컨대 라주바예프 보고서[14]에는 조선인민군 제2보병사단이 6월 26일 아침부터 공격을 재개했으나, 춘천 정북쪽의 공격을 맡은 제4, 6보병연대는 저녁까지 공격에 실패한 채 최초 계선에서 전투를 지속했다는 내용이 나온다.

아울러 육군군사연구소는 당시 전투상보, 생존자 증언, 북한의 공적서와 로동신문의 기사를 종합해볼 때 옥산포 일대에 유기된 자주포는 6월 26일 퇴각 과정에서 조선인민군 승무원들이 자폭시킨 것이라고 판단하였다. 또한 심일의 사망 경위에 대해서도 "심일의 전사 장소를 추정할 수 있는 직접적인 기록이나 증언은 확인할 수 없었다. 하지만, 심일의 사망을 확정한 장교 및 병 순보철을 통해 심일이 ‘실종 중 전사’로 처리되었다는 것을 확인했다"며 북한 지역에서 전사한 것으로 추정된다는 견해를 밝혔다.
이를 토대로 육군군사연구소는 이대용의 주장이 사실에 가깝다는, 공적확인위원회와 상반된 결론을 도출하였다.

### 공적확인위원회 공청회 개최
고(故) 심일 소령 공적 확인위원회는 2017년 1월 24일 용산 전쟁기념관에서 조사 결과에 대한 공청회를 개최하였다. 이 자리에서 위원회는 상기한 검증 결과를 발표하였다.
그러나 이 공청회에서는 위원회 조사 결과와 반대되는 주장을 하는 측의 발언권이 충분히 주어지지 않아 일방적인 행사라는 비판이 제기되었다. 주최측은 육군군사연구소가 별도로 만든 자료집 배포를 막았으며, 한설 준장이 요구한 파워포인트 이용도 거부하였다.
아울러 현장에서는 공적확인위원회가 증언 자료를 임의 삭제, 왜곡 해석하거나 사실 확인이 미흡했다는 주장도 제기되었다. 위원회가 제시한 자료와 육군군사연구소가 공개한 보고서 및 증언 자료를 대조해보면 심일이 전투에 없었다거나, 당시 지급된 포탄이 대전차철갑탄이 아니라 인마살상용 포탄이라는 증언들이 빠져있었다. 또한 당시 조선인민군에 배치된 자주포 기종은 햇치가 없는 개방형 전투실 구조를 가진 SU-76M이라 심일이 햇치를 열고 폭탄을 던져넣어 파괴했다는 사실과 부합할 수 없음에도 위원회는 이를 무시하였다.

### 심일상 수상 보류
이러한 전공 조작 논란이 계속되면서 대한민국 육군은 우수 전투중대장 및 우수 육군사관학교 졸업생도에게 수여하던 '심일상'을 당분간 수여하지 않기로 결정하였다.

### 공적확인위원회 최종 결과 발표
고(故) 심일 소령 공적 확인위원회는 2017년 4월 7일까지 공적심의회의 14회, 현장답사 5회, 생존자 증언 청취 2회, 공청회 등의 활동을 거쳐 심일의 무공이 '역사적 사실'이라는 결론을 내렸다. 대한민국 국방부는 2017년 4월 25일에 최종 보고서를 발간하고, 언론에 공표하였다.
제기된 주요 의혹에 대한 위원회 및 대한민국 국방부의 공식 입장은 다음과 같다:
- 심일이 옥산포 북쪽에서 1950년 6월 25일 대전차포 1문을 유기하고 적전 도주했다는 의혹에 대해, 위원회는 급박한 전투상황에서 차후 진지로 이동하기 위한 정상적인 전술적 조치로 평가했다.

- 심일의 대전차포 소대가 1950년 6월 25일 옥산포 전투에서 아무 전공이 없었다는 의혹에 대해, 위원회는 총 3대의 적 자주포를 파괴한 것으로 결론내렸다.

- 1950년 6월 26일에 소양교 지역에서의 전투가 아예 없었다는 의혹에 대해, 위원회는 이날 새벽부터 소양교 인근에서 치열한 교전이 있었으며, 심일은 동료(박철원 대위, 김순화 이등중사, 윤봉국 이병)과 함께 역시 총 3대의 적 자주포를 파괴한 것으로 결론내렸다.

- 태극무공훈장 상신이 1951년 초 양중호(당시 대령)에 의해 거짓으로 이뤄졌다는 의혹에 대해, 위원회는 태극무공훈장 상신 시점(1950년 10월)이 증언상 심 소령의 부모가 제7연대를 방문했다는 시기(1951년 1월 및 5월)보다 빠르므로 사실 무근이라고 결론내렸다.

- 은성훈장 추천서의 신뢰성이 낮다는 의혹에 대해, 위원회는 심일의 공적이 사실이 아니었다면 맥페일 고문관이 추천서를 작성했을 이유가 없으며, 미 육군 관련 부서에 조작 여부를 질의한 결과 '어떤 문제도 발견할 수 없다'는 회신을 받았으므로 이 역시 근거가 부족하다고 결론내렸다.

위원회는 이러한 결론을 내리면서 6·25 전쟁 영웅인 심일의 명예가 더 이상 실추돼서는 안 된다는 점을 분명히 하였으며, 이번 최종 검증작업이 군의 명예와 신뢰를 바로세우는 표본이 되기를 소망한다고 밝혔다.
이러한 결과 발표에 대해, 학계 일각에서는 의혹이 완전히 해소되지 못하고 논쟁이 진행되는 와중에 서둘러 결론을 낸 대한민국 국방부의 태도를 비판하였다.

## 가족
4형제 중 셋째 심익은 1950년 개전 당시 17세에 학도병으로 참전했다가 낙동강 전투에서 실종되었다. 경찰관이었던 둘째 심민은 1960년 7월 내무부 치안국 경무과 근무 중 과로로 순직하였다. 유족으로는 그의 전사 후 태어난 동생 심승택이 있다.
- 아버지 : 심기연(? ~ 1979년[21], 1969년 제4회 5·16 민족상 사회부문 장려상 수상)
- 어머니 : 조보배(1904년 ~ 2005년[22])
- 동생 : 심민(1929년 ~ 1960년[21])
- 동생 : 심익(1934년 ~ 1950년?[22])
- 동생 : 심승택(1954년 ~)

## 같이 보기
- 한국 전쟁
- 춘천 및 홍천 전투
- 김백일
- 김신
- 김홍일
- 백선엽
- 채명신
- 한신
- 강재구
- 심언봉
- 심흥선